# Francesco Carrara
Francesco Carrara, född 18 september 1805 i Lucca, död där 15 januari 1888, var en italiensk jurist.
Carrara verkade som advokat och professor i Pisa. Som straffrättslärare tillhörde han den klassiska skolan och vann genom sin omfattande författarverksamhet europeiskt rykte som en av den italienska rättsvetenskapens främsta. Han tog verksam del i övervägandena om införandet av en ny strafflag.
Av Carraras talrika skrifter kan nämnas, förutom en rad mindre avhandlingar om bland stöld och fängelsevetenskap, Pensieri sul progetto di codice penale italiano del 1874 (1874), Progresso e regresso del giure penale nel nuovo regno d'Italia (I–II, 1874–78 och senare upplagor), Lineamenti di pratica legislativa penale (andra upplagan 1882) och huvudarbetet Programma del corso di diritto criminale. Porte senerale (I–II, åttonde upplagan 1897), Porte speciale (I–VII, 1881-89 och senare upplaga 1897–99). Han utgav även en del dikter, till exempel Poesie giovanile (1887), antologier och liknande.